# Jean-René Ladmiral
Pour les articles homonymes, voir Ladmiral.
Jean-René Ladmiral, né le 1er mai 1942 à Lisieux, est un philosophe et traducteur français.

## Biographie

### Formation
Jean-René Ladmiral est docteur en philosophie (1974) de l'Université de Paris-Nanterre et habilité à diriger des recherches en sciences du langage (1995).

### Carrière
Il enseigne la philosophie allemande, l'allemand philosophique ainsi que la traductologie à l'Université de Paris-Nanterre, où il dirige aussi le CERT (Centre d'études et de recherches en traduction). Il enseigne aussi la traduction et la traductologie à l'ISIT (Institut de management et communication interculturels) Paris.
Il est également traducteur, notamment de philosophes allemands : Jürgen Habermas et l'École de Francfort, mais aussi Kant, Nietzsche. Sa première traduction de l'anglais est celle de Crisis of Psychoanalysis d'Erich Fromm.

## Travaux
Outre ses travaux sur la philosophie allemande et en didactique des langues à l'usage des étudiants en philosophie, ses recherches ont porté principalement sur la traduction. Sa thèse d'Habilitation à diriger des recherches intitulée « La traductologie : de la linguistique à la philosophie », fut dirigé par Michel Arrivé, avec Paul Ricœur comme président du jury. Il a publié de nombreux articles ainsi que des monographies : Traduire : théorèmes pour la traduction, Paris, Gallimard, 1994, réédité en 2003 (coll. Tel, 246) et dirigé plusieurs numéros de revues (Languages n. 28, 116, Langue française n 51, Revue d'esthétique n. 12) sur la traduction.
Dans le prolongement de ces travaux sur la traduction, il a publié La Communication interculturelle en collaboration avec Edmond Marc Lipiansky (Paris, Armand Colin, 1989, 1991 & 1995, Bibliothèque européenne des sciences de l'éducation). Son travail en traductologie a également trouvé un relais aux frontières des questions littéraires dans un livre intitulé Critique et théorie, avec le soutien de Dominique Chateau.
Il est connu pour son enseignement de philosophie du langage, épistémologie et philosophie de la traduction et philosophie allemande à l'université Paris X Nanterre où il officia pendant plus de 40 ans.
Il est également connu pour de nombreux articles philosophiques empreints de ressorts comiques et de jeux de mots.[réf. nécessaire] Il a par ailleurs dirigé deux thèses sur sa propre œuvre (l'une lui étant intégralement consacrée, et l'autre partiellement).[pertinence contestée]

### Radio
À partir de septembre 2016, il dirige l'émission Parole et Pensée sur Radio Courtoisie toutes les quatre semaines.

## Publications

### Ouvrages
- Traduire : théorèmes pour la traduction, Paris, Payot, 1979 (coll. Petite Bibliothèque Payot, n° 366). Rééditions (avec une pagination identique), augmentées d’une préface (pp. V-XXI) : Paris, Gallimard, 1994 & 2002 (coll. "Tel", n° 246).
- Avec Edmond Marc Lipiansky, La Communication interculturelle, Paris, Armand Colin, 1989 1991 et 1995 (Bibliothèque européenne des sciences de l’éducation). Édition définitive revue et corrigée, Paris, Les Belles Lettres, coll. "Traductologiques", 2015.
- Critique et Théorie, dir. avec Dominique Chateau, Paris, L’Harmattan, 1996
- Della traduzione. Dall'estetica all'epistemologia, dir. Antonio Lavieri (it), Modène, Mucchi, 2009.
- Sourcier ou cibliste. Les profondeurs de la traduction, Paris, Les Belles Lettres, coll. "Traductologiques", 2014 ; 3e éd. revue et augmentée, 2023.

### Traductions
- (en) Erich Fromm, Crise de la psychanalyse. Essais sur Freud, Marx et la psychologie sociale', Paris, Anthropos, 1971 (coll. Sociologie et connaissance). Réédition en coll. Livre de poche (sans la Note du traducteur) : Paris, Denoël Gonthier, 1973 (coll. Médiations, n° 109).
- (de) Jürgen Habermas, La Technique et la science comme ‘idéologie’, préf. et trad. J. R. Ladmiral, Paris, Gallimard, ‘1973 (rééd. 1975, 1978) (coll. Les Essais). Rééditions en livre de poche : Paris, Denoël Gonthier, 1978... (coll. Médiations, n° 167) ; puis reprise et rééditions chez Gallimard, à partir del 990, dans la collection Tel, n° 161.
- (de) Jürgen Habermas, Profils philosophiques et politiques, préf. J. R. Ladmiral, trad. Françoise Dastur, J. R. Ladmiral et Marc de Launay, Paris, Gallimard, 1974 (coll. Les Essais). Réédition en livre de poche, dans la collection Tel, n° 114).
- (de) Theodor W. Adorno, Minima Mora lia, trad. et notes Jean René Ladmiral & Eliane Kaufholz, Paris, Payot, 1980 (coll. Critique de la politique).
- (de) Emmanuel Kant, Critique de la faculté de juger, trad. et notes Jean René Ladmiral, Marc de Launay et Jean-Marie Vaysse, in Œuvres philosophiques, éd. Ferdinand Alquié, Paris, Gallimard, 1985, (Bibliothèque de la Pléiade), t. Il, p. 913 sqq. Reprise et rééditions en livre de poche, à partir de 1989, dans la collection folio essais, n° 134).
- (de) Jürgen Habermas, Après Marx, préf. et trad. Jean René Ladmiral & Marc de Launay, Paris, Fayard, 1985 (coll. L’espace du politique).